# Pieces of a Dream (album)
A Pieces of a Dream Anastacia amerikai pop-rock énekesnő 2005-ben megjelent, első válogatásalbuma. Első három stúdióalbumának (Not That Kind, Freak of Nature és Anastacia) slágerei szerepelnek rajta. Csak két kislemezre másolt dal maradt ki: a Boom, ami a 2002-es FIFA világbajnokság himnusza volt, és a Love is a Crime, ami a 2002-ben készült Chicago című film zenéje volt. Bár ezek nem szerepelnek az albumon eredetileg, remixváltozatuk megtalálható a „Special Edition” verzión.
Az albumon négy új dal szerepel (Everything Burns; Pieces of a Dream; I Belong to You (Il ritmo della passione); In Your Eyes), ebből az első három jelent meg kislemezen. Volt róla szó, hogy 2006. április 10-én az In Your Eyes is megjelenik, és Münchenben állítólag videóklipet is forgattak hozzá, végül azonban ebből nem lett semmi. A Club megamix nem jelent meg kislemezen, de videóklip készült hozzá Anastacia korábbi klipjeinek részleteiből.

## Számlista
| #   | Cím                                                                  |       |
| --- | -------------------------------------------------------------------- | ----- |
| 1.  | I’m Outta Love                                                       | 04:05 |
| 2.  | Not That Kind                                                        | 03:23 |
| 3.  | Cowboys & Kisses                                                     | 04:38 |
| 4.  | Made for Lovin’ You                                                  | 03:38 |
| 5.  | Paid My Dues                                                         | 03:22 |
| 6.  | One Day in Your Life                                                 | 03:29 |
| 7.  | Why’d You Lie to Me                                                  | 03:45 |
| 8.  | You’ll Never Be Alone                                                | 04:38 |
| 9.  | Left Outside Alone                                                   | 04:18 |
| 10. | Sick and Tired                                                       | 03:32 |
| 11. | Welcome to My Truth                                                  | 04:04 |
| 12. | Heavy on My Heart                                                    | 04:28 |
| 13. | Everything Burns (duett Ben Moodyval)                                | 03:43 |
| 14. | I Belong to You (Il ritmo della passione) (duett Eros Ramazzottival) | 04:27 |
| 15. | Pieces of a Dream                                                    | 04:03 |
| 16. | In Your Eyes                                                         | 04:09 |
| 17. | Club Megamix                                                         | 11:48 |

### Bónusz remixlemez
| #   | Cím                                                   |       |
| --- | ----------------------------------------------------- | ----- |
| 1.  | I’m Outta Love [Hex Hector Radio Edit]                | 04:00 |
| 2.  | Left Outside Alone [M*A*S*H Radio Mix]                | 03:57 |
| 3.  | Paid My Dues [The S-Man’s Darkstar Mix]               | 05:17 |
| 4.  | Sick and Tired [Jason Nevins Funkrock Remix Edit]     | 03:24 |
| 5.  | Why’d You Lie to Me [Nu Soul Dnb Mix]                 | 06:38 |
| 6.  | Love Is a Crime [Thunderpuss Club Mix]                | 07:46 |
| 7.  | Not That Kind [Kerri Chandler Mix - Radio Edit]       | 03:45 |
| 8.  | One Day in Your Life [Hex Hector/Mac Quayle Club Mix] | 08:26 |
| 9.  | Left Outside Alone [Jason Nevins Global Club Edit]    | 03:44 |
| 10. | Not That Kind [Ric Wake Club Final]                   | 07:05 |
| 11. | Love Is a Crime [Cotto’s Doin’ the Crime Mix]         | 06:33 |
| 12. | Boom [Thunderpuss Tribe-A-Pella Mix]                  | 06:49 |
| 13. | One Day in Your Life [Almighty Mix]                   | 06:07 |
| 14. | Sick and Tired [Jason Nevins Electrochill Remix Edit] | 03:25 |

## Kislemezek
- Everything Burns (2005. július 4.)
- Pieces of a Dream (2005. november 11.)
- I Belong to You (Il ritmo della passione) (2006. január 16.)

## Helyezések
| Slágerlista (2005/2006)            | Legfelső helyezés |
| ---------------------------------- | ----------------- |
| Ausztrál ARIA Top 50               | 23                |
| Belga UltraTop 100                 | 8                 |
| Brit Top 40                        | 6                 |
| Dán album Top 40                   | 19                |
| Finn album Top 40                  | 17                |
| Görög nemzetközi album Top 50      | 2                 |
| Holland Mega Top 100               | 10                |
| Magyar Top 40                      | 21                |
| Norvég Top 40 album                | 11                |
| Olasz Top 100                      | 3                 |
| Osztrák Top 75 album               | 4                 |
| Portugál albumslágerlista          | 5                 |
| Spanyol Top 100 album (Promusicae) | 9                 |
| Svájci albumslágerlista            | 3                 |
| Svéd album Top 60                  | 23                |
| Új-zélandi Top 50                  | 26                |

- Év végi slágerlisták
- Hollandia: #66 (2005)
- Belgium: #73 (2005)

## Eladások
| Európa    | Britannia | Svájc  | Ausztrália | Hollandia | Németország | Görögország | Spanyolország | Világszerte |
| --------- | --------- | ------ | ---------- | --------- | ----------- | ----------- | ------------- | ----------- |
| 1 000 000 | 300 000   | 30 000 | 35 000     | 35 000    | 200 000     | 20 000+     | 40 000        | 4 000 000   |